# 1619
Portal Geschichte | Portal Biografien | Aktuelle Ereignisse | Jahreskalender | Tagesartikel

◄ |
16. Jahrhundert |
17. Jahrhundert
| 18. Jahrhundert | ►

◄ |
1580er |
1590er |
1600er |
1610er
| 1620er | 1630er | 1640er | ►

◄◄ |
◄ |
1615 |
1616 |
1617 |
1618 |
1619
| 1620 | 1621 | 1622 | 1623 | ► | ►►
Staatsoberhäupter  · Nekrolog   · Musikjahr
| Januar | Januar | Januar | Januar | Januar | Januar | Januar | Januar |
| Kw     | Mo     | Di     | Mi     | Do     | Fr     | Sa     | So     |
| ------ | ------ | ------ | ------ | ------ | ------ | ------ | ------ |
| 1      |        | 1      | 2      | 3      | 4      | 5      | 6      |
| 2      | 7      | 8      | 9      | 10     | 11     | 12     | 13     |
| 3      | 14     | 15     | 16     | 17     | 18     | 19     | 20     |
| 4      | 21     | 22     | 23     | 24     | 25     | 26     | 27     |
| 5      | 28     | 29     | 30     | 31     |        |        |        |

| Februar | Februar | Februar | Februar | Februar | Februar | Februar | Februar |
| Kw      | Mo      | Di      | Mi      | Do      | Fr      | Sa      | So      |
| ------- | ------- | ------- | ------- | ------- | ------- | ------- | ------- |
| 5       |         |         |         |         | 1       | 2       | 3       |
| 6       | 4       | 5       | 6       | 7       | 8       | 9       | 10      |
| 7       | 11      | 12      | 13      | 14      | 15      | 16      | 17      |
| 8       | 18      | 19      | 20      | 21      | 22      | 23      | 24      |
| 9       | 25      | 26      | 27      | 28      |         |         |         |

| März | März | März | März | März | März | März | März |
| Kw   | Mo   | Di   | Mi   | Do   | Fr   | Sa   | So   |
| ---- | ---- | ---- | ---- | ---- | ---- | ---- | ---- |
| 9    |      |      |      |      | 1    | 2    | 3    |
| 10   | 4    | 5    | 6    | 7    | 8    | 9    | 10   |
| 11   | 11   | 12   | 13   | 14   | 15   | 16   | 17   |
| 12   | 18   | 19   | 20   | 21   | 22   | 23   | 24   |
| 13   | 25   | 26   | 27   | 28   | 29   | 30   | 31   |

| April | April | April | April | April | April | April | April |
| Kw    | Mo    | Di    | Mi    | Do    | Fr    | Sa    | So    |
| ----- | ----- | ----- | ----- | ----- | ----- | ----- | ----- |
| 14    | 1     | 2     | 3     | 4     | 5     | 6     | 7     |
| 15    | 8     | 9     | 10    | 11    | 12    | 13    | 14    |
| 16    | 15    | 16    | 17    | 18    | 19    | 20    | 21    |
| 17    | 22    | 23    | 24    | 25    | 26    | 27    | 28    |
| 18    | 29    | 30    |       |       |       |       |       |

| Mai | Mai | Mai | Mai | Mai | Mai | Mai | Mai |
| Kw  | Mo  | Di  | Mi  | Do  | Fr  | Sa  | So  |
| 18  |     |     | 1   | 2   | 3   | 4   | 5   |
| 19  | 6   | 7   | 8   | 9   | 10  | 11  | 12  |
| 20  | 13  | 14  | 15  | 16  | 17  | 18  | 19  |
| 21  | 20  | 21  | 22  | 23  | 24  | 25  | 26  |
| 22  | 27  | 28  | 29  | 30  | 31  |     |     |
| --- | --- | --- | --- | --- | --- | --- | --- |

| Juni | Juni | Juni | Juni | Juni | Juni | Juni | Juni |
| Kw   | Mo   | Di   | Mi   | Do   | Fr   | Sa   | So   |
| ---- | ---- | ---- | ---- | ---- | ---- | ---- | ---- |
| 22   |      |      |      |      |      | 1    | 2    |
| 23   | 3    | 4    | 5    | 6    | 7    | 8    | 9    |
| 24   | 10   | 11   | 12   | 13   | 14   | 15   | 16   |
| 25   | 17   | 18   | 19   | 20   | 21   | 22   | 23   |
| 26   | 24   | 25   | 26   | 27   | 28   | 29   | 30   |

| Juli | Juli | Juli | Juli | Juli | Juli | Juli | Juli |
| Kw   | Mo   | Di   | Mi   | Do   | Fr   | Sa   | So   |
| ---- | ---- | ---- | ---- | ---- | ---- | ---- | ---- |
| 27   | 1    | 2    | 3    | 4    | 5    | 6    | 7    |
| 28   | 8    | 9    | 10   | 11   | 12   | 13   | 14   |
| 29   | 15   | 16   | 17   | 18   | 19   | 20   | 21   |
| 30   | 22   | 23   | 24   | 25   | 26   | 27   | 28   |
| 31   | 29   | 30   | 31   |      |      |      |      |

| August | August | August | August | August | August | August | August |
| Kw     | Mo     | Di     | Mi     | Do     | Fr     | Sa     | So     |
| ------ | ------ | ------ | ------ | ------ | ------ | ------ | ------ |
| 31     |        |        |        | 1      | 2      | 3      | 4      |
| 32     | 5      | 6      | 7      | 8      | 9      | 10     | 11     |
| 33     | 12     | 13     | 14     | 15     | 16     | 17     | 18     |
| 34     | 19     | 20     | 21     | 22     | 23     | 24     | 25     |
| 35     | 26     | 27     | 28     | 29     | 30     | 31     |        |

| September | September | September | September | September | September | September | September |
| Kw        | Mo        | Di        | Mi        | Do        | Fr        | Sa        | So        |
| --------- | --------- | --------- | --------- | --------- | --------- | --------- | --------- |
| 35        |           |           |           |           |           |           | 1         |
| 36        | 2         | 3         | 4         | 5         | 6         | 7         | 8         |
| 37        | 9         | 10        | 11        | 12        | 13        | 14        | 15        |
| 38        | 16        | 17        | 18        | 19        | 20        | 21        | 22        |
| 39        | 23        | 24        | 25        | 26        | 27        | 28        | 29        |
| 40        | 30        |           |           |           |           |           |           |

| Oktober | Oktober | Oktober | Oktober | Oktober | Oktober | Oktober | Oktober |
| Kw      | Mo      | Di      | Mi      | Do      | Fr      | Sa      | So      |
| ------- | ------- | ------- | ------- | ------- | ------- | ------- | ------- |
| 40      |         | 1       | 2       | 3       | 4       | 5       | 6       |
| 41      | 7       | 8       | 9       | 10      | 11      | 12      | 13      |
| 42      | 14      | 15      | 16      | 17      | 18      | 19      | 20      |
| 43      | 21      | 22      | 23      | 24      | 25      | 26      | 27      |
| 44      | 28      | 29      | 30      | 31      |         |         |         |

| November | November | November | November | November | November | November | November |
| Kw       | Mo       | Di       | Mi       | Do       | Fr       | Sa       | So       |
| -------- | -------- | -------- | -------- | -------- | -------- | -------- | -------- |
| 44       |          |          |          |          | 1        | 2        | 3        |
| 45       | 4        | 5        | 6        | 7        | 8        | 9        | 10       |
| 46       | 11       | 12       | 13       | 14       | 15       | 16       | 17       |
| 47       | 18       | 19       | 20       | 21       | 22       | 23       | 24       |
| 48       | 25       | 26       | 27       | 28       | 29       | 30       |          |

| Dezember | Dezember | Dezember | Dezember | Dezember | Dezember | Dezember | Dezember |
| Kw       | Mo       | Di       | Mi       | Do       | Fr       | Sa       | So       |
| -------- | -------- | -------- | -------- | -------- | -------- | -------- | -------- |
| 48       |          |          |          |          |          |          | 1        |
| 49       | 2        | 3        | 4        | 5        | 6        | 7        | 8        |
| 50       | 9        | 10       | 11       | 12       | 13       | 14       | 15       |
| 51       | 16       | 17       | 18       | 19       | 20       | 21       | 22       |
| 52       | 23       | 24       | 25       | 26       | 27       | 28       | 29       |
| 1        | 30       | 31       |          |          |          |          |          |

| Januar | Januar | Januar | Januar | Januar | Januar | Januar | Januar |
| Kw     | Mo     | Di     | Mi     | Do     | Fr     | Sa     | So     |
| ------ | ------ | ------ | ------ | ------ | ------ | ------ | ------ |
| 1      |        | 1      | 2      | 3      | 4      | 5      | 6      |
| 2      | 7      | 8      | 9      | 10     | 11     | 12     | 13     |
| 3      | 14     | 15     | 16     | 17     | 18     | 19     | 20     |
| 4      | 21     | 22     | 23     | 24     | 25     | 26     | 27     |
| 5      | 28     | 29     | 30     | 31     |        |        |        |

| Februar | Februar | Februar | Februar | Februar | Februar | Februar | Februar |
| Kw      | Mo      | Di      | Mi      | Do      | Fr      | Sa      | So      |
| ------- | ------- | ------- | ------- | ------- | ------- | ------- | ------- |
| 5       |         |         |         |         | 1       | 2       | 3       |
| 6       | 4       | 5       | 6       | 7       | 8       | 9       | 10      |
| 7       | 11      | 12      | 13      | 14      | 15      | 16      | 17      |
| 8       | 18      | 19      | 20      | 21      | 22      | 23      | 24      |
| 9       | 25      | 26      | 27      | 28      |         |         |         |

| März | März | März | März | März | März | März | März |
| Kw   | Mo   | Di   | Mi   | Do   | Fr   | Sa   | So   |
| ---- | ---- | ---- | ---- | ---- | ---- | ---- | ---- |
| 9    |      |      |      |      | 1    | 2    | 3    |
| 10   | 4    | 5    | 6    | 7    | 8    | 9    | 10   |
| 11   | 11   | 12   | 13   | 14   | 15   | 16   | 17   |
| 12   | 18   | 19   | 20   | 21   | 22   | 23   | 24   |
| 13   | 25   | 26   | 27   | 28   | 29   | 30   | 31   |

| April | April | April | April | April | April | April | April |
| Kw    | Mo    | Di    | Mi    | Do    | Fr    | Sa    | So    |
| ----- | ----- | ----- | ----- | ----- | ----- | ----- | ----- |
| 14    | 1     | 2     | 3     | 4     | 5     | 6     | 7     |
| 15    | 8     | 9     | 10    | 11    | 12    | 13    | 14    |
| 16    | 15    | 16    | 17    | 18    | 19    | 20    | 21    |
| 17    | 22    | 23    | 24    | 25    | 26    | 27    | 28    |
| 18    | 29    | 30    |       |       |       |       |       |

| Mai | Mai | Mai | Mai | Mai | Mai | Mai | Mai |
| Kw  | Mo  | Di  | Mi  | Do  | Fr  | Sa  | So  |
| 18  |     |     | 1   | 2   | 3   | 4   | 5   |
| 19  | 6   | 7   | 8   | 9   | 10  | 11  | 12  |
| 20  | 13  | 14  | 15  | 16  | 17  | 18  | 19  |
| 21  | 20  | 21  | 22  | 23  | 24  | 25  | 26  |
| 22  | 27  | 28  | 29  | 30  | 31  |     |     |
| --- | --- | --- | --- | --- | --- | --- | --- |

| Juni | Juni | Juni | Juni | Juni | Juni | Juni | Juni |
| Kw   | Mo   | Di   | Mi   | Do   | Fr   | Sa   | So   |
| ---- | ---- | ---- | ---- | ---- | ---- | ---- | ---- |
| 22   |      |      |      |      |      | 1    | 2    |
| 23   | 3    | 4    | 5    | 6    | 7    | 8    | 9    |
| 24   | 10   | 11   | 12   | 13   | 14   | 15   | 16   |
| 25   | 17   | 18   | 19   | 20   | 21   | 22   | 23   |
| 26   | 24   | 25   | 26   | 27   | 28   | 29   | 30   |

| Juli | Juli | Juli | Juli | Juli | Juli | Juli | Juli |
| Kw   | Mo   | Di   | Mi   | Do   | Fr   | Sa   | So   |
| ---- | ---- | ---- | ---- | ---- | ---- | ---- | ---- |
| 27   | 1    | 2    | 3    | 4    | 5    | 6    | 7    |
| 28   | 8    | 9    | 10   | 11   | 12   | 13   | 14   |
| 29   | 15   | 16   | 17   | 18   | 19   | 20   | 21   |
| 30   | 22   | 23   | 24   | 25   | 26   | 27   | 28   |
| 31   | 29   | 30   | 31   |      |      |      |      |

| August | August | August | August | August | August | August | August |
| Kw     | Mo     | Di     | Mi     | Do     | Fr     | Sa     | So     |
| ------ | ------ | ------ | ------ | ------ | ------ | ------ | ------ |
| 31     |        |        |        | 1      | 2      | 3      | 4      |
| 32     | 5      | 6      | 7      | 8      | 9      | 10     | 11     |
| 33     | 12     | 13     | 14     | 15     | 16     | 17     | 18     |
| 34     | 19     | 20     | 21     | 22     | 23     | 24     | 25     |
| 35     | 26     | 27     | 28     | 29     | 30     | 31     |        |

| September | September | September | September | September | September | September | September |
| Kw        | Mo        | Di        | Mi        | Do        | Fr        | Sa        | So        |
| --------- | --------- | --------- | --------- | --------- | --------- | --------- | --------- |
| 35        |           |           |           |           |           |           | 1         |
| 36        | 2         | 3         | 4         | 5         | 6         | 7         | 8         |
| 37        | 9         | 10        | 11        | 12        | 13        | 14        | 15        |
| 38        | 16        | 17        | 18        | 19        | 20        | 21        | 22        |
| 39        | 23        | 24        | 25        | 26        | 27        | 28        | 29        |
| 40        | 30        |           |           |           |           |           |           |

| Oktober | Oktober | Oktober | Oktober | Oktober | Oktober | Oktober | Oktober |
| Kw      | Mo      | Di      | Mi      | Do      | Fr      | Sa      | So      |
| ------- | ------- | ------- | ------- | ------- | ------- | ------- | ------- |
| 40      |         | 1       | 2       | 3       | 4       | 5       | 6       |
| 41      | 7       | 8       | 9       | 10      | 11      | 12      | 13      |
| 42      | 14      | 15      | 16      | 17      | 18      | 19      | 20      |
| 43      | 21      | 22      | 23      | 24      | 25      | 26      | 27      |
| 44      | 28      | 29      | 30      | 31      |         |         |         |

| November | November | November | November | November | November | November | November |
| Kw       | Mo       | Di       | Mi       | Do       | Fr       | Sa       | So       |
| -------- | -------- | -------- | -------- | -------- | -------- | -------- | -------- |
| 44       |          |          |          |          | 1        | 2        | 3        |
| 45       | 4        | 5        | 6        | 7        | 8        | 9        | 10       |
| 46       | 11       | 12       | 13       | 14       | 15       | 16       | 17       |
| 47       | 18       | 19       | 20       | 21       | 22       | 23       | 24       |
| 48       | 25       | 26       | 27       | 28       | 29       | 30       |          |

| Dezember | Dezember | Dezember | Dezember | Dezember | Dezember | Dezember | Dezember |
| Kw       | Mo       | Di       | Mi       | Do       | Fr       | Sa       | So       |
| -------- | -------- | -------- | -------- | -------- | -------- | -------- | -------- |
| 48       |          |          |          |          |          |          | 1        |
| 49       | 2        | 3        | 4        | 5        | 6        | 7        | 8        |
| 50       | 9        | 10       | 11       | 12       | 13       | 14       | 15       |
| 51       | 16       | 17       | 18       | 19       | 20       | 21       | 22       |
| 52       | 23       | 24       | 25       | 26       | 27       | 28       | 29       |
| 1        | 30       | 31       |          |          |          |          |          |

## Ereignisse

### Politik und Weltgeschehen

#### Dreißigjähriger Krieg
- 20. März: Kaiser Matthias stirbt in Wien. Sein Cousin Ferdinand II. wird sein Nachfolger als Erzherzog von Österreich.

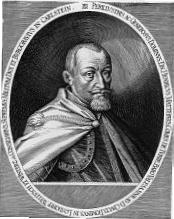
Heinrich Matthias von Thurn

- 22. April: Heinrich Matthias von Thurn marschiert mit einem Heer in Mähren ein, um die mährischen Stände zu bewegen, sich dem böhmischen Aufstand anzuschließen.
- 30. April: Wallenstein unternimmt den Versuch, sein mährisches Regiment nach Wien zu bringen, um es dem Einfluss der böhmischen Aufständischen zu entziehen und mit der kaiserlichen Armee zu vereinigen.
- 2. Mai: Der Landtag in Brünn schließt sich dem Ständeaufstand an. Am 5. Mai trifft er in Wien ein.
- 11. Mai: Wallenstein wird von den mährischen Ständen für immer des Landes verwiesen und verliert alle seine Güter und Besitztümer in Mähren.
- 29. Mai: Böhmische Truppen unter Heinrich Matthias von Thurn erobern Laa an der Thaya.
- 5. Juni: Mit der „Sturmpetition“ in der Wiener Hofburg versuchen die von Paul Jakob von Starhemberg geführten niederösterreichischen protestantischen Ständevertreter von Erzherzog Ferdinand vergeblich einen Verzichtfrieden mit den aufständischen Böhmen und Zugeständnisse hinsichtlich der Ausübung des evangelischen Glaubens zu erwirken.
- 6. Juni: Das böhmische Ständeheer unter Heinrich Matthias von Thurn steht vor Wien. Es folgt eine erfolglose Belagerung der Stadt bis zum 12. Juni.

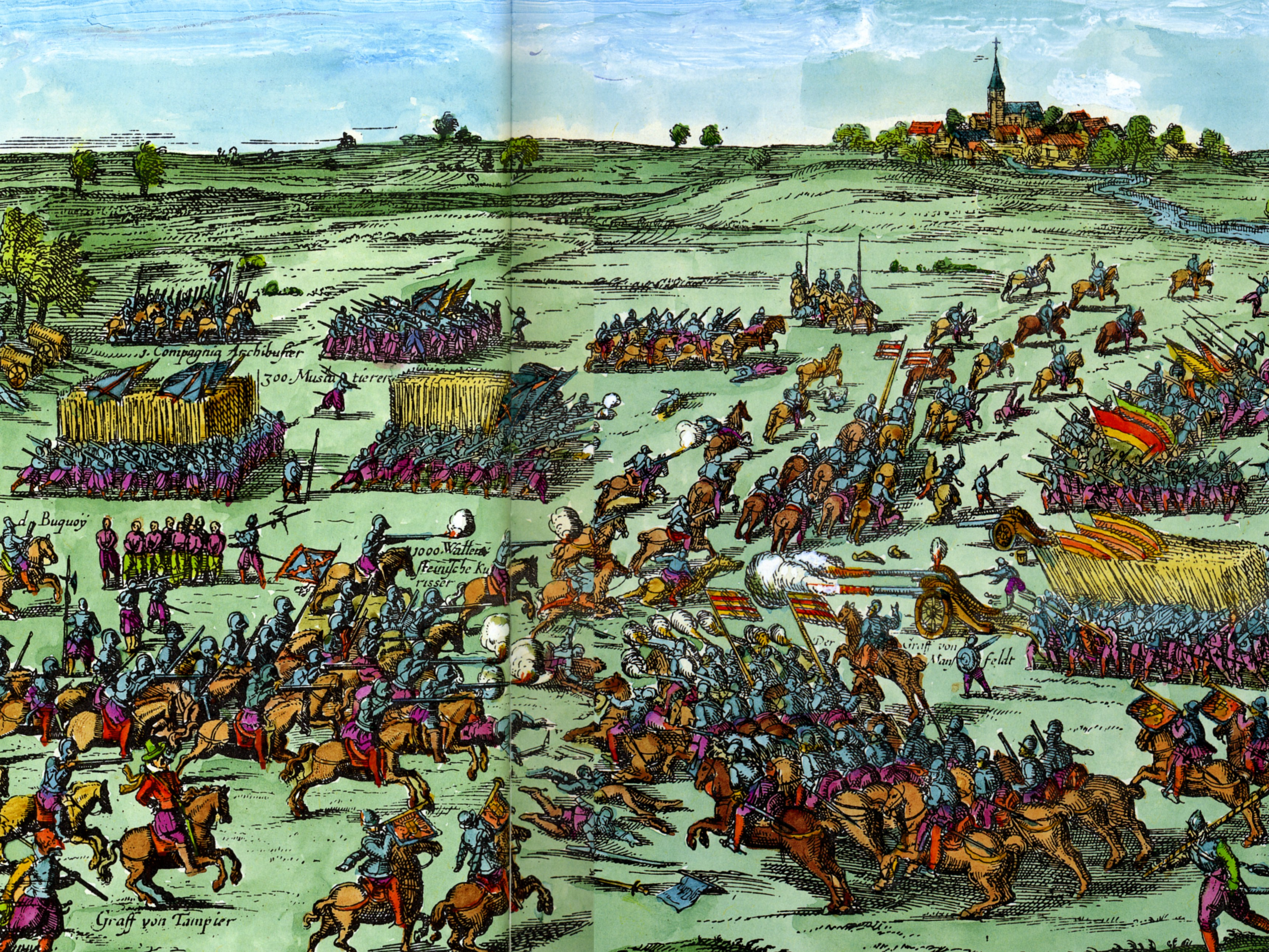
Schlacht bei Sablat in den Hogenbergschen Geschichtsblättern

- 10. Juni: In der Schlacht bei Sablat sind während des Dreißigjährigen Krieges in Böhmen die kaiserlichen Truppen unter Feldmarschall Charles de Bucquoy über protestantische Einheiten von Ernst von Mansfeld erfolgreich.
- 31. Juli: In Prag wird die Böhmischen Konföderation geschlossen, ein Bündnisvertrag der nichtkatholischen Stände der böhmischen Kronländer. Böhmen wird in eine Wahlmonarchie umgewandelt und Protestanten den Katholiken gleichgestellt.
- 19. August: Der Ständeaufstand in Böhmen führt zur Absetzung des böhmischen Königs Ferdinand II. aus dem Haus Habsburg.

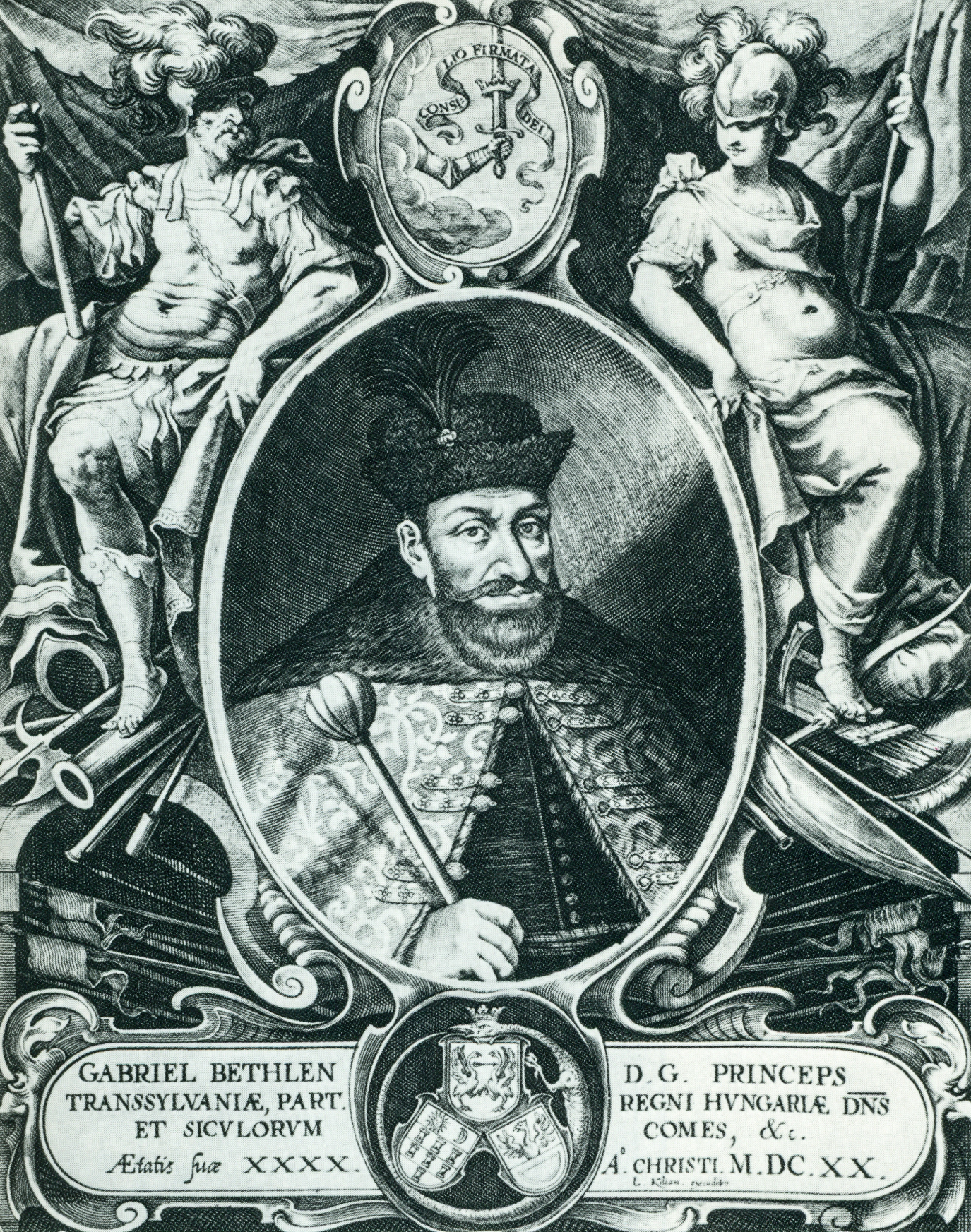
Bethlen Gábor

- 20. August: Fürst Bethlen Gábor von Siebenbürgen schließt mit den böhmischen Ständen eine Angriffsallianz.
- 25. August: Bethlen Gábor wird durch den Landtag von Neusohl zum König von Ungarn gewählt.
- 26. August: Friedrich V. von der Pfalz wird an Stelle des abgesetzten Ferdinand zum König von Böhmen gewählt.
- 28. August: Ferdinand II. wird als Nachfolger des verstorbenen Matthias zum römisch-deutschen Kaiser gewählt. Bei der Wahl übt Ferdinand das Stimmrecht Böhmens aus, was zur Einstimmigkeit bei der Wahl führt. Die Krönung erfolgt am 9. September in Frankfurt am Main.
- 26. September: Heinrich Matthias von Thurn belagert mit Unterstützung von Bethlen Gábor Wien ein zweites Mal ohne Erfolg.
- 8. Oktober: Herzog Maximilian I. von Bayern verpflichtet sich im Münchner Vertrag, Kaiser Ferdinand II. mit einer Armee zu unterstützen, um den Böhmischen Aufstand abzuwehren. Der Kaiser verspricht ihm die pfälzische Kurwürde und die Eingliederung der Oberpfalz nach Bayern.
- 14. Oktober: Schlacht und Einnahme von Pressburg. Niederlage der kaiserlichen Truppen unter Rudolf von Tiefenbach gegen Bethlen Gábor
- 24. bis 26. Oktober: Karl Bonaventura Graf von Buquoy verteidigt Wien gegen böhmische Streitkräfte unter Heinrich Matthias von Thurn
- 4. November: Friedrich V. von der Pfalz wird in der Prager Wenzelskapelle zum König von Böhmen gekrönt.
- 7. November: Elisabeth Stuart, die Frau des drei Tage zuvor gekrönten böhmischen Herrschers Friedrich I., wird im Prager Veitsdom zur Königin von Böhmen gekrönt.

#### Entdeckungsfahrten
- 12. Februar: Südwestlich von Kap Hoorn entdecken Bartolomé García de Nodal und sein Bruder Gonzalo im Stillen Ozean eine Inselgruppe, die heutigen Diego-Ramírez-Inseln.

#### Amerikanische Kolonien
- 30. Juli: In Jamestown findet die erste Generalversammlung von Virginia und damit die erste gesetzgebende Versammlung von Bürgern in der Geschichte der Vereinigten Staaten statt.
- 20. August: Der atlantische Sklavenhandel erreicht den nordamerikanischen Kontinent. Die ersten 20 schwarzen Sklaven treffen auf einem niederländischen Schiff in Jamestown ein.

#### Indien
- Das Dekkan-Sultanat Bidar wird von seinem Nachbarn Bijapur erobert.

### Wirtschaft
- 2. März: Die vom Rat der Stadt Hamburg zur Erleichterung des Handelsverkehrs der Kaufleute gegründete Hamburger Bank nimmt ihren Geschäftsbetrieb auf.

### Wissenschaft und Technik
- 18. Oktober: In Ulm findet ein wissenschaftliches Kolloquium zur Frage statt, ob Kometen wunderbare Zeichen Gottes über Unheil oder natürliche Erscheinungen sind.
- Johannes Kepler gibt sein Buch Harmonice Mundi heraus. Es enthält das dritte Keplersche Gesetz

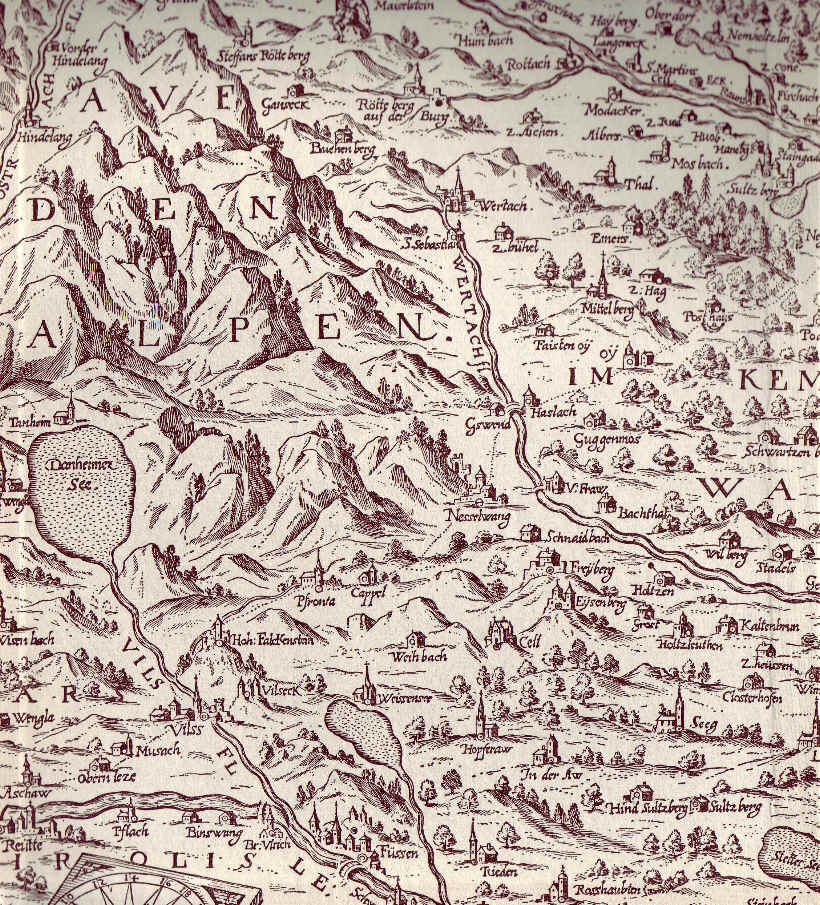
Ein Ausschnitt aus der Karte des Illerflussgebietes

- In Augsburg wird von dem deutschen Kartographen Johann Christoph Hurter eine Karte des gesamten Illerflussgebietes (Illerae Amnis ac utrinque adiacentis Alemanniae Geographica Descriptio. Des Illerstroms und beyderseits umliegenden Allgöws Ausführliche Beschreibung) veröffentlicht, die als älteste topographische Darstellung des Allgäus gilt.

### Kultur
- 11. Februar: Uraufführung der Komödie La fiera von Francesca Caccini in Florenz

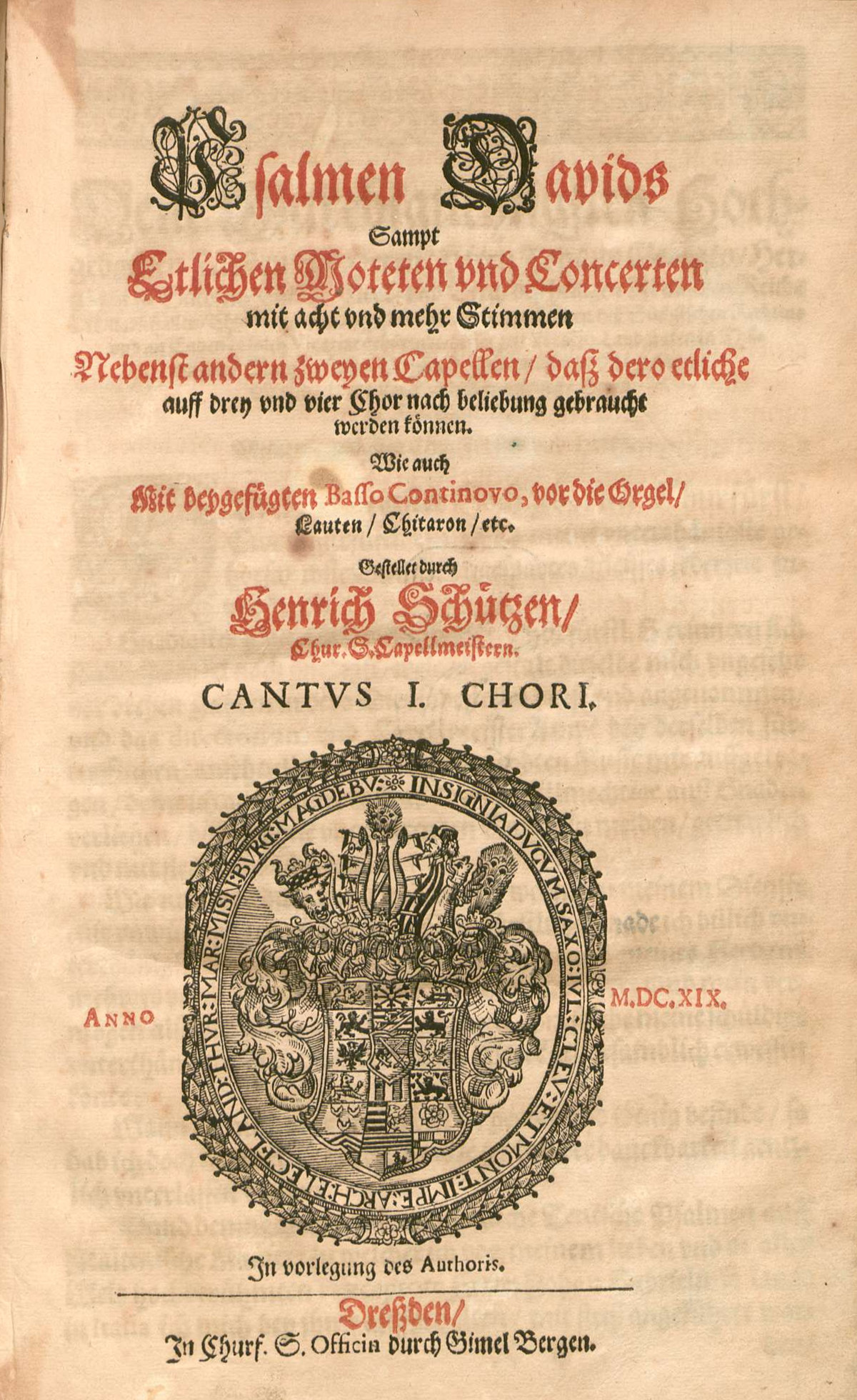
Titelblatt, 1619

- 1. Juni: Der deutsche Barockkomponist Heinrich Schütz, seit Beginn des Jahres Hofkapellmeister am Hof des Kurfürsten Johann Georg I. in Dresden als Nachfolger von Rogier Michael, veröffentlicht am Tag seiner Hochzeit die Psalmen Davids, in denen er die bei Giovanni Gabrieli gelernte venezianische Mehrchörigkeit adaptiert.
- Der Brüsseler Bildhauer Hiëronymus Duquesnoy erschafft das Manneken Pis.

### Religion

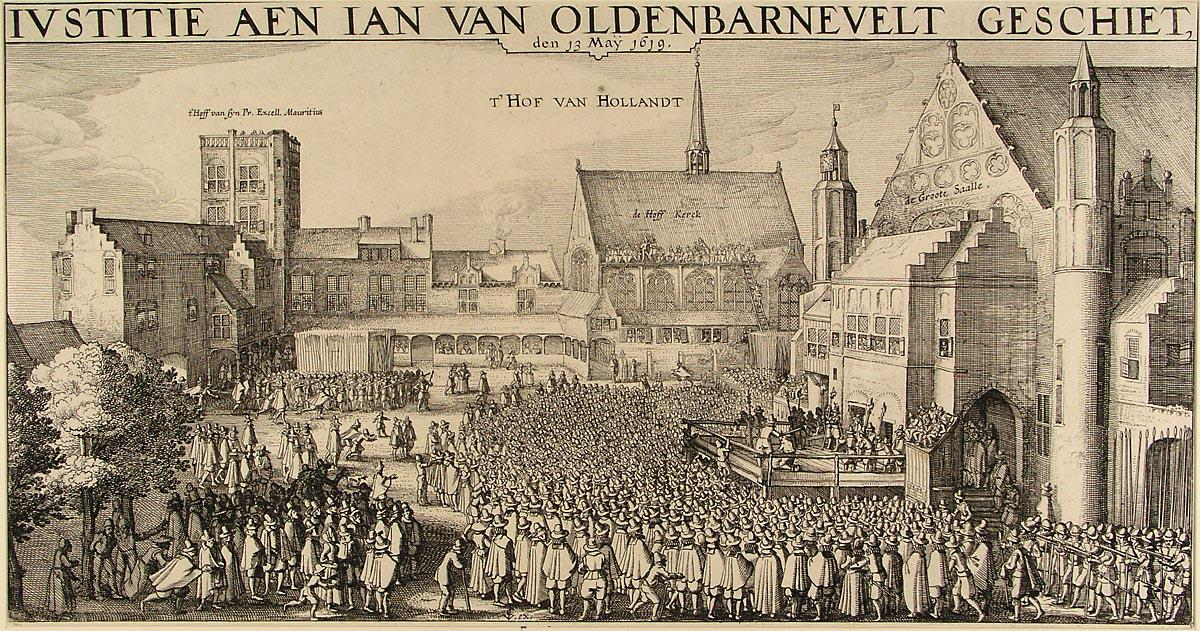
Die Enthauptung Johan van Oldenbarnevelts

- 9. Mai: Die Dordrechter Synode endet. Die Lehre der Remonstranten wird verworfen, der Remonstrant Johan van Oldenbarnevelt zum Tode verurteilt und am 13. Mai hingerichtet. Sein Mitangeklagter Hugo Grotius wird zu einer Gefängnisstrafe und zur Einziehung seines Vermögens verurteilt.

## Historische Karten und Ansichten

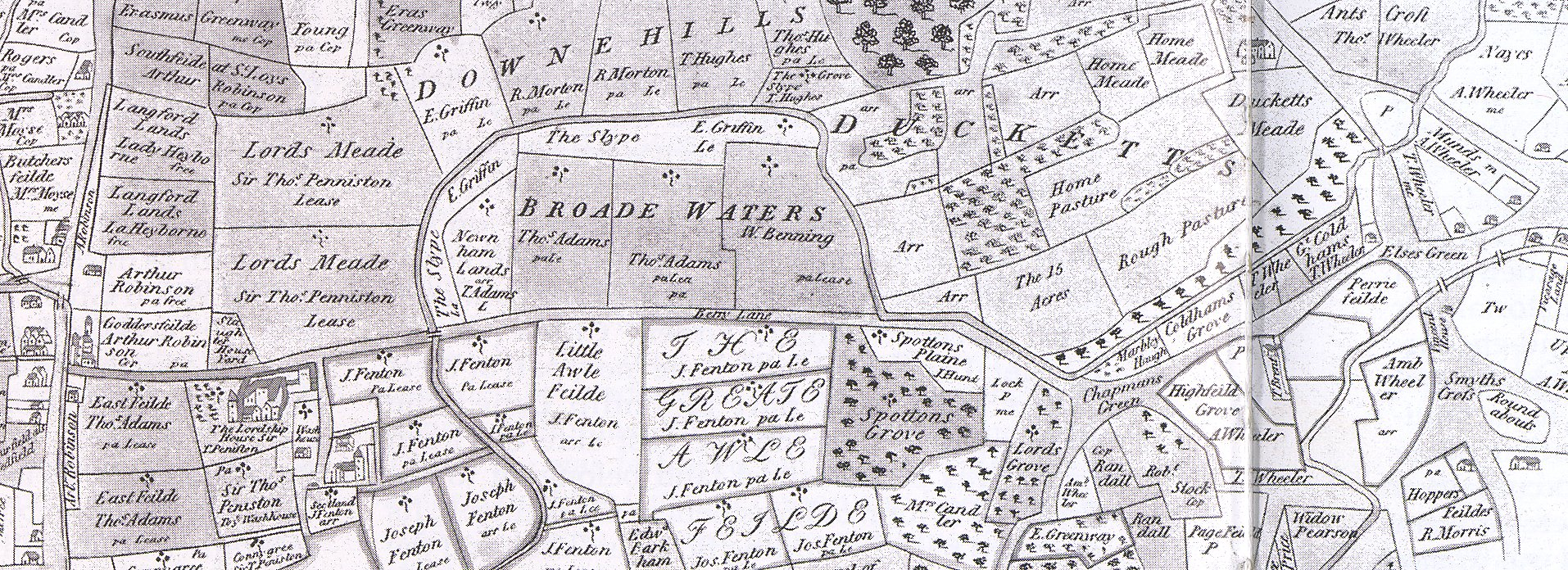
Plan von Tottenham Parish 1619

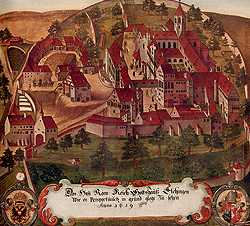
Elchingen 1619

## Geboren

### Geburtsdatum gesichert
- 06. Januar: Gebhard von Alvensleben, deutscher Historiker († 1681)
- 14. Januar: Alexander von Spaen, kurbrandenburgischer Generalfeldmarschall († 1692)
- 19. Januar: Johann Caspar von Ampringen, Hochmeister des Deutschen Ordens, Oberlandeshauptmann von Schlesien und Herzog von Freudenthal († 1684)
- 31. Januar: Florentius Schuyl, niederländischer Mediziner und Botaniker († 1669)
- 24. Februar: Charles Lebrun, französischer Maler und Ornamentenzeichner († 1690)
- 26. Februar: Giulio Cesare Arresti, italienischer Organist, Kapellmeister und Komponist († 1701)
- 26. Februar: Francesco Morosini, 108. Doge von Venedig († 1694)
- 02. März: Marcantonio Giustinian, 107. Doge von Venedig († 1688)
- 06. März: Cyrano von Bergerac, französischer Schriftsteller († 1655)
- 20. März: Georg Albrecht von Brandenburg-Kulmbach, deutscher Adeliger († 1666)
- 24. März: Jacob Willemsz. Delff, holländischer Maler und Hafenmeister der Stadt Delft († 1661)
- 28. März: Moritz, Herzog von Sachsen-Zeitz († 1681)
- 02. April: Anna Sophia I., Äbtissin des Stifts Quedlinburg († 1680)
- 02. April: Onofrio Gabrielli, italienischer Maler († 1706)
- 16. April: Jan van Riebeeck, niederländischer Schiffsarzt, Kaufmann und Kolonieverwalter († 1677)
- 24. Juni: Rijklof van Goens, Gouverneur von Ceylon und Generalgouverneur von Niederländisch-Indien († 1682)
- 01. Juli: Peter Philipp von Dernbach, Fürstbischof von Bamberg und Würzburg († 1683)
- 03. Juli: Hyojong, 17. König der Joseon-Dynastie in Korea († 1659)
- 03. Juli: Taco van Glins, niederländischer Rechtswissenschaftler († 1673)
- 16. Juli: Pedro Abarca, spanischer Theologe und Historiker († 1697)
- 16. Juli: Abraham Delosea, Schweizer evangelischer Geistlicher und Heimatforscher († 1690)
- 06. August: Barbara Strozzi, italienische Sängerin und Komponistin († 1677)
- 08. August: Francesco Maria Farnese, Kardinal und Regent des Herzogtums Parma († 1647)
- 24. August: Johann Jakob Redinger, Schweizer evangelischer Geistlicher, Philologe und Schulleiter († 1688)
- 27. August: Anne Geneviève de Bourbon-Condé, Herzogin von Longueville († 1679)

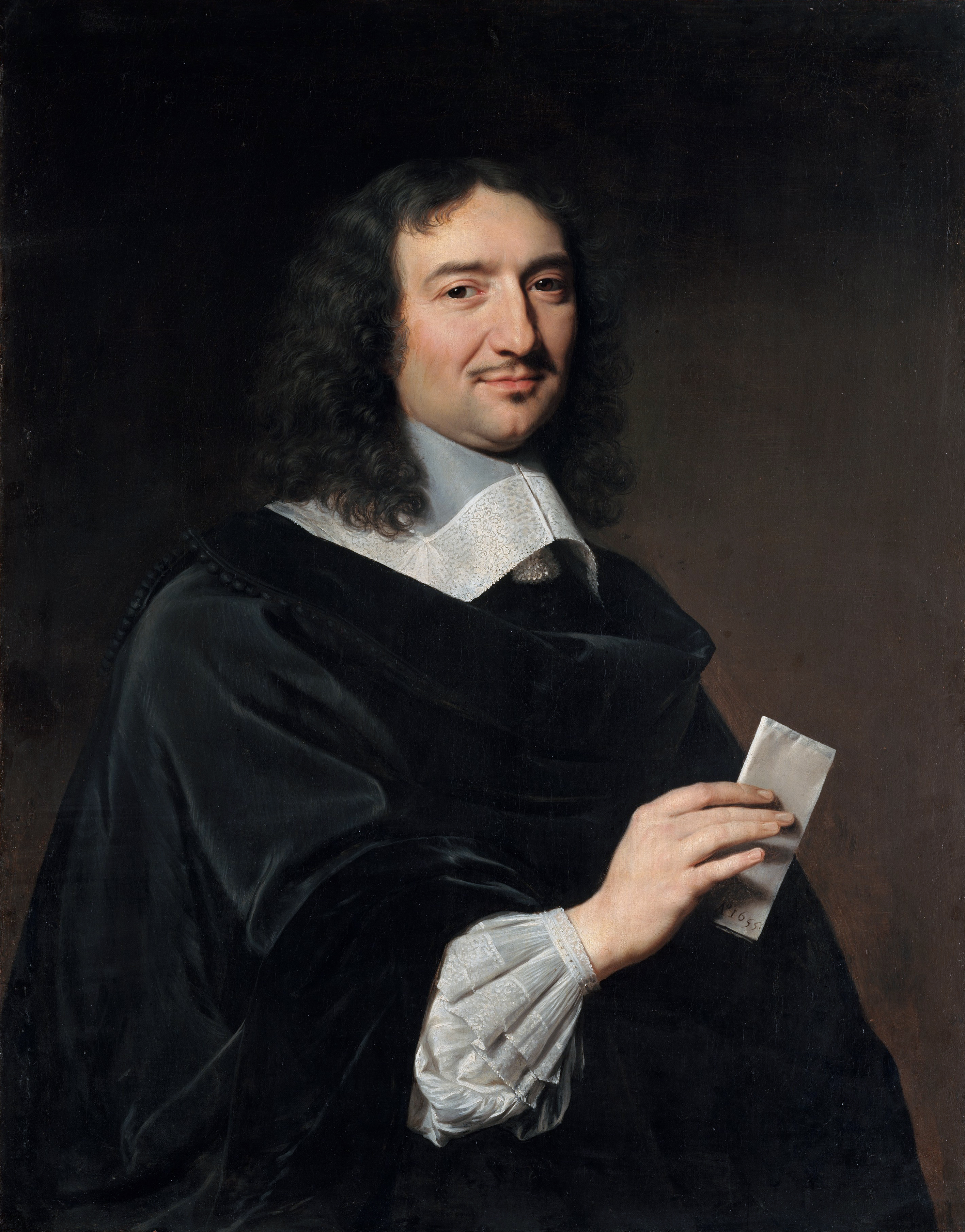
Jean-Baptiste Colbert

- 29. August: Jean-Baptiste Colbert, französischer Staatsmann († 1683)
- 07. September: John Lambert, englischer Militär und Politiker († 1684)
- 17. September: Herman Fleming, schwedischer Politiker († 1673)
- 27. September: Georg Adam Struve, deutscher Jurist († 1692)
- 07. Oktober: Wang Fuzhi, chinesischer Philosoph, Historiker und politischer Analyst († 1692)
- 10. Oktober: Elisabeth Sophia von Sachsen-Altenburg, Herzogin von Sachsen-Gotha († 1680)
- 16. Oktober: Petrus Zander, deutscher evangelisch-lutherischer Geistlicher († 1672)
- 18. Oktober: Philipp von Zesen, deutscher Schriftsteller († 1689)
- 21. Oktober: Camillo Astalli, italienischer Kardinal († 1663)
- 27. Oktober: Friedrich Ludwig von Pfalz-Zweibrücken-Landsberg, Herzog von Pfalz-Landsberg und Pfalz-Zweibrücken († 1681)
- 29. Oktober: Laurentius Blumentrost der Ältere, deutscher Mediziner und Leibarzt des russischen Zaren Alexej († 1705)
- 03. November: Willem Kalf, niederländischer Maler († 1693)
- 27. Dezember: Ruprecht von der Pfalz, Duke of Cumberland, Generalissimus aller königlich großbritannischen Armeen und englischer Admiral († 1682)
- 28. Dezember: Antoine Furetière, französischer Schriftsteller, Gelehrter und Lexikograf († 1688)

### Genaues Geburtsdatum unbekannt
- Bedřich Bridel, böhmischer Schriftsteller und Jesuiten-Missionar Societas Jesu († 1680)

## Gestorben

### Erstes Halbjahr
- 07. Januar: Nicholas Hilliard, englischer Miniaturenmaler und Siegelschneider (* um  1547)
- 11. Januar: Diane de France, Herzogin von Angoulême (* 1538)
- 20. Januar: Éléonore de Bourbon-Condé, Fürstin von Oranien (* 1587)
- 24. Januar: Henry Brooke, 11. Baron Cobham, englischer Adeliger und Politiker (* 1564)
- 25. Februar: Georg von Schoenaich, bedeutender deutscher Humanist und Förderer der Reformation (* 1557)
- 08. März: Veit Bach, Stammvater der Familie Bach
- 13. März: Richard Burbage, englischer Schauspieler und Theaterbesitzer (* um 1567)
- 24. März: Robert Rich, 1. Earl of Warwick, englischer Adeliger (* 1559)

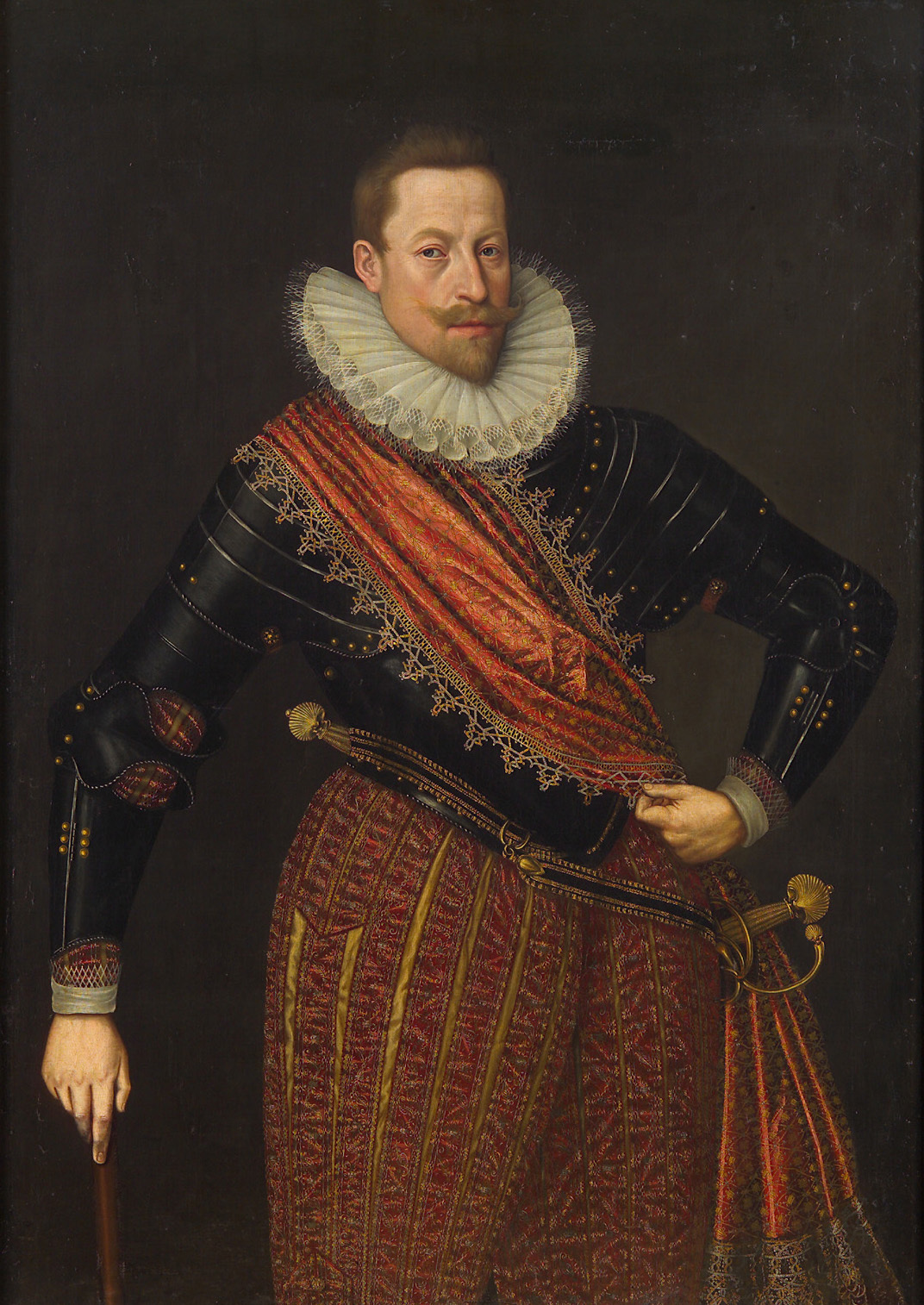
Kaiser Matthias

- 20. März: Matthias, Kaiser des Heiligen Römischen Reiches deutscher Nation (* 1557)
- 22. März: Grete Minde, Justizopfer in Tangermünde
- 23. März: Georg Gotthart, Verfasser von drei Spielen (* 1552?)
- 16. April: Denis Calvaert, flämischer Maler (* 1540)
- 13. Mai: Johan van Oldenbarnevelt, niederländischer Staatsmann und Diplomat (* 1547)
- 21. Mai: Girolamo Fabrizio, Anatom und Begründer der modernen Embryologie (* 1537)
- 12. Juni: Bernhard Hilz, Benediktiner und Abt der Abtei Niederaltaich (* um 1550)

### Zweites Halbjahr

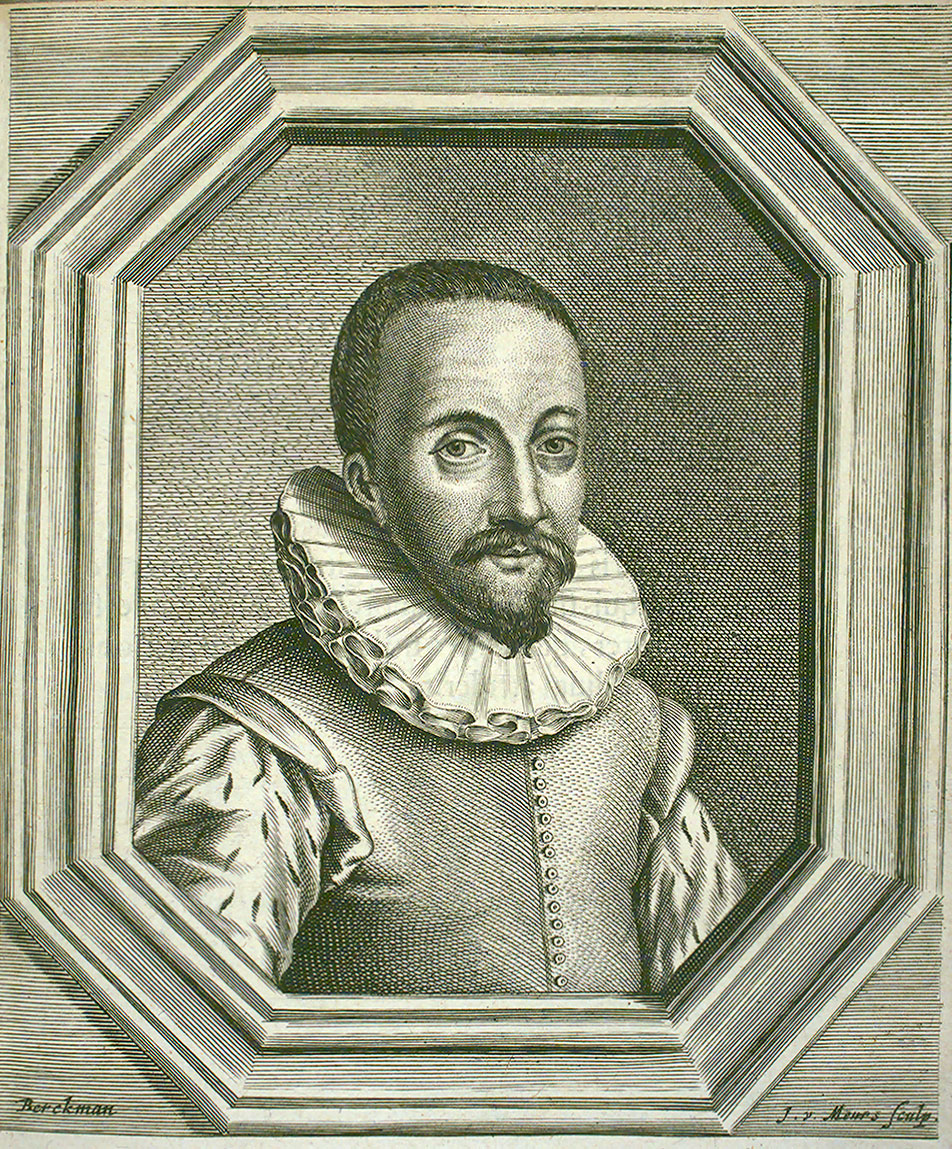
Hans Lipperhey

- 02. Juli: Franz II., Herzog von Sachsen-Lauenburg (* 1547)
- 20. Juli: Virgil Pingitzer, deutsch-österreichischer Rechtswissenschaftler (* 1541)
- 22. Juli: Laurentius von Brindisi, italienischer Theologe (* 1559)
- 03. August: Dorothy Percy, Countess of Northumberland, englische Adelige (* 1561)
- 18. August: Dorothea Meermann, Opfer der Bernauer Hexenverfolgungen (* 1547)
- 30. August: Shimazu Yoshihiro, japanischer Feldherr (* 1535)
- 000September: Hans Lipperhey, deutsch-niederländischer Brillenmacher (* um 1570)
- 07. Oktober: Francesco Vendramin, Patriarch von Venedig (* 1555)
- 09. Oktober: Markus Sittikus von Hohenems, Fürsterzbischof von Salzburg (* 1574)
- 25. Oktober:  Anton II., Graf von Delmenhorst (* 1550)
- 13. November: Lodovico Carracci, italienischer Maler (* 1555)
- 13. November: Philipp von Pappenheim, deutscher Reformator (* 1542)
- 05. Dezember: Helwig Garth, deutscher lutherischer Theologe (* 1579)
- 23. Dezember: Öküz Mehmed Pascha, Großwesir des Osmanischen Reiches
- 31. Dezember: Onorio Longhi, italienischer Architekt (* 1568)
- 31. Dezember: Simon Sten, deutscher Pädagoge, Ethnologe, Philologe, Historiker und Literaturwissenschaftler (* um 1540)

### Genaues Todesdatum unbekannt
- François d’Amboise, französischer Schriftsteller (* 1550)